# 馮芳
馮芳（？—？），東漢靈帝時西園八校尉之一。宦官曹节的女婿。
中平五年（188年）八月，漢靈帝劉宏因忌憚何進而初置西園軍，拜西園八校尉，任用馮芳擔任助軍右校尉，與袁紹、鮑鴻、曹操、趙融、夏牟、淳于瓊同屬於上軍校尉蹇碩統制，由於蹇碩直接受命於皇帝，一時聲勢浩大，連大将军何進亦要受其命令。
袁术之妾冯方女有可能是他的女儿，不过存疑。